# Pavel Stankovič
Pavel Stankovič (* 25. prosince 1950) je bývalý český hokejový obránce.

## Hokejová kariéra
V československé lize hrál za TJ Vítkovice. V roce 1981 získal s Vítkovicemi mistrovský titul. V týmu působil od roku 1972. Kariéru končil v nižších soutěžích v týmu AZ Havířov.

## Klubové statistiky
| Sezona    | Klub         | Soutěž  | Základní část | Základní část | Základní část | Základní část | Základní část |
| Sezona    | Klub         | Soutěž  | Z             | G             | A             | B             | TM            |
| --------- | ------------ | ------- | ------------- | ------------- | ------------- | ------------- | ------------- |
| 1973/1974 | TJ Vítkovice | 1. liga | -             | -             | -             | -             | -             |
| 1974/1975 | TJ Vítkovice | 1. liga | -             | -             | -             | -             | -             |
| 1975/1976 | TJ Vítkovice | 1. liga | -             | -             | -             | -             | -             |
| 1976/1977 | TJ Vítkovice | 1. liga | -             | -             | -             | -             | -             |
| 1977/1978 | TJ Vítkovice | 1. liga | 44            | 5             | 5             | 10            | 12            |
| 1978/1979 | TJ Vítkovice | 1. liga | 37            | 1             | 5             | 6             | 14            |
| 1979/1980 | TJ Vítkovice | 1. liga | 36            | 3             | 1             | 4             | 18            |
| 1980/1981 | TJ Vítkovice | 1. liga | 39            | 2             | 4             | 6             | 18            |
| 1981/1982 | TJ Vítkovice | 1. liga | 31            | 2             | 1             | 3             | -             |